# Nou Partit Pantera Negra
El Nou Partit Pantera Negra (en anglès: New Black Panther Party) (NBPP) és un partit polític nacionalista negre estatunidenc que va ser fundat el 1989 a Dallas, Texas.
Malgrat el seu nom, el NBPP no és un successor oficial del històric Partit Pantera Negra per l'Autodefensa. Els membres del Partit Pantera Negra original han insistit fermament en que no tenen cap vincle amb el nou partit.
La Lliga Antidifamació i el Centre Legal per a la Pobresa del Sud, classifiquen al Nou Partit Pantera Negra com un grup d'odi.
Quan l'exministre de la Nació de l'Islam (NOI), Khalid Abdul Muhammad va esdevenir el president nacional del NBPP des de finals dels anys 90 fins a la seva mort el 2001, el grup va atreure a molts membres separatistes de la NOI. El NBPP és actualment dirigit per Malik Zulu Shabazz, que defensa a Khalid Abdul Muhammad com el pare de facto del moviment.